# Iván Lucá
Franco Iván Lucá (* 1992 in Punta Alta, Provinz Buenos Aires) ist ein professioneller argentinischer Pokerspieler.

## Pokerkarriere
Lucá spielt auf dem Onlinepokerraum PokerStars unter dem Nickname negriin. Seit 2011 nimmt er an renommierten Live-Turnieren teil.
Ende Mai 2012 erreichte Lucá den Finaltisch beim Main Event der Latin American Poker Tour in Punta del Este und erhielt für seinen fünften Platz ein Preisgeld von 46.000 US-Dollar. Im August 2012 gewann er den Circuito Argentino de Poker in Rosario mit einer Siegprämie von umgerechnet mehr als 70.000 US-Dollar. Anfang Februar 2015 wurde der Argentinier beim High Roller der European Poker Tour (EPT) in Deauville Fünfter für mehr als 90.000 Euro. Ende März 2015 belegte er beim EPT High Roller auf Malta den zweiten Platz für knapp 400.000 Euro Preisgeld. Mitte Juni 2015 war er erstmals bei der World Series of Poker (WSOP) im Rio All-Suite Hotel and Casino am Las Vegas Strip erfolgreich und gewann ein Turnier der Variante No Limit Hold’em. Dafür setzte er sich gegen 2149 andere Spieler durch und erhielt eine Siegprämie von mehr als 350.000 US-Dollar sowie als erster Argentinier ein Bracelet. Beim EPT Super High Roller in Barcelona wurde Lucá Ende August 2015 Sechster für 280.500 Euro. Im Januar 2016 sicherte er sich mit dem dritten Platz beim High Roller des PokerStars Caribbean Adventures (PCA) auf den Bahamas sein bisher höchstes Preisgeld von rund 500.000 US-Dollar und wurde an gleicher Stelle nur wenige Tager später Zweiter bei einem Six Handed Turbo für rund 130.000 US-Dollar. Anfang März 2016 gewann der Argentinier das Main Event der Eureka Poker Tour in Rozvadov. Im Heads-Up spielte er gegen seine Partnerin Maria Lamprópulos, mit der er sich zuvor auf einen Deal geeinigt hatte, der Lucá ein Preisgeld von mehr als 100.000 Euro einbrachte. Ende April 2016 belegte er beim EPT Super High Roller in Monte-Carlo den achten Platz für rund 235.000 Euro. Mitte August 2017 wurde der Argentinier beim Super High Roller der PokerStars Championship in Barcelona Fünfter für mehr als 320.000 Euro Preisgeld. Im Januar 2018 belegte er den fünften Platz beim PCA Super High Roller für mehr als 400.000 US-Dollar. Bei der WSOP 2018 erreichte Lucá beim Main Event den siebten Turniertag und schied dort auf dem 20. Platz für ein Preisgeld von über 280.000 US-Dollar aus.
Insgesamt hat sich Lucá mit Poker bei Live-Turnieren mehr als 6,5 Millionen US-Dollar erspielt und ist damit nach Nacho Barbero der zweiterfolgreichste argentinische Pokerspieler.